# 坂银通道
坂银通道 (又称：坂银大道)是深圳市的一条市政道路，北起龙岗区坂田街道雅宝立交，向南穿过鸡公山后，经过北环上步立交后止于黄木岗立交；于2014年12月开工建设，原计划预计于2017年12月通车，但因工程延误，主线延期至2020年4月28日正式通车，6月底前完成剩余工程，通车后，从龙岗坂田开车至福田中心区的时间缩短至大约12分钟。

## 概要

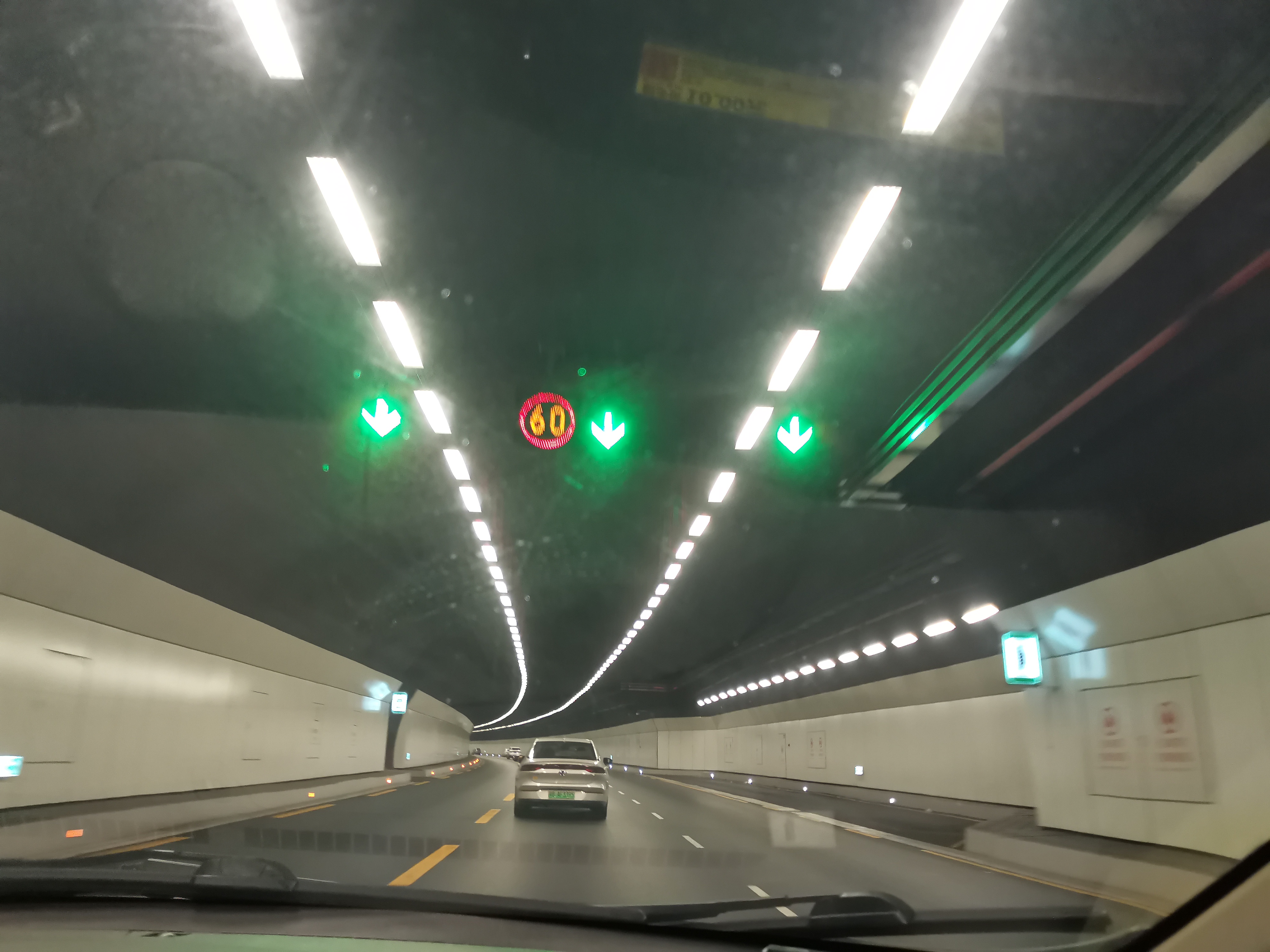
鸡公山隧道

坂银通道南起北环大道黄木岗立交北侧，向北经泥岗立交沿北环大道西侧高架布置，上跨北环大道后以下沉隧道方式穿越金湖调蓄湖水库，继续下穿银湖路通过隧道下穿鸡公山，出隧道后上跨南坪快速，向北接坂雪岗大道，终至环城南路路口，主线全长7.643公里。线路整体呈“S”字形，为双向六车道设计。全线主要包括互通式立交桥3座（坂银泥岗立交、坂银北环立交、坂银南坪立交）、鸡公山特长隧道1座（全长4592m）、人行天桥3座等。

## 特色
项目规划定位是以公交功能为主导的干线性主干道，双向六车道设计，其中最外侧车道为社会车道，中间为高峰期普通公交车道，最内侧为快速公交车道。
坂银通道范围内规划设计了2对路中式公交站：体育馆西站和银湖高架站（为深圳首个高架路中式公交车站，类似于厦门BRT车站形式），届时市民将通过人行天桥乘车，并通过天桥实现坂银通道上的公交车和轨道7号线在黄木岗站，轨道6、9号线在银湖站台的接驳。

## 历史
随着深圳发展和特区内外城市一体化的推进，以及小汽车拥有量的快速增加，深圳二线关的交通特别是中部轴线上需求持续快速增长，而当时二线关中轴线主要道路仅有皇岗路，交通压力与日俱增。2010年，为解决中部轴线龙华与福田往来道路于梅林检查站之间的交通拥堵，深圳市计划新修一条通道，连接现有的彩田路以及新区大道，以实现分流皇岗路交通出行的压力。，意在直接解决福田中心区、上步中心区与龙华新城之间的机动车通行效率。同年，工程的重要组成之一新彩隧道动工，2012年底皇岗-彩田立交开始改造。2014年7月，新彩通道提前竣工并启用。日后的调查显示，新彩通道的建设成功实现了梅林关的分流，效果显著。。在新彩通道提出兴建的同时，为缩短坂田片区与罗湖、福田片区的出现，深圳市政府还规划了坂银通道，初步方案为拟起于北环大道，止于坂雪岗大道，全长6.6公里。但由于涉及到深圳地铁16号线的规划，当时还处于方案讨论阶段。
- 2013年10月，深圳市交通运输委官方网站发布《坂银通道工程环境影响报告书》，方案显示坂银通道为双向六车道设计，其中最外侧车道为社会车道，中间为高峰期普通公交车道，最内侧为快速公交车道，这是深圳市继新彩通道采用快速公交道后第二个采用快速公交道的市政道路。[參⁠ 6]
- 2014年12月31日，坂银通道正式开工建设。[參⁠ 7]
- 2014年9月，鸡公山特长隧道南北两端的洞口已经形成，即将进入隧道施工阶段。[參⁠ 8]
- 2019年6月24日，深圳市交通运输局表示，坂银通道主线桥隧占比达到90%以上，其中鸡公山隧道右线已顺利贯通，左线剩余一百米左右即可贯通。整个项目原计划在年底实现主线完工。[參⁠ 9]
- 2019年12月12日，坂银通道泥岗立交J1、D、S1匝道桥12月12日先行通车。
- 2020年4月28日，坂银通道主线正式通车。

## 工程组成部分

### 坂银-北环-泥岗连续组合式立交

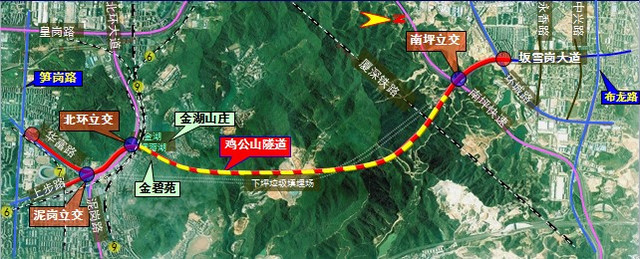
坂银通道整体示意图

#### 泥岗立交
坂银-泥岗立交为复合通道高架桥，为双向5车道设计，南行共2条车道，1条连接华富路（泥岗西路），另一条连接上步路；北行2条车道连接华富路，1条连接上步路。北环大道-泥岗立交节点处为双向六车道，与两端道路双向八车道不符，在泥岗立交兴建时将同步对该节点进行扩宽，北侧道路在现状桥墩之间增设1条车道，南侧道路在现有桥梁的基础上扩宽1条车道。由于泥岗立交上步路匝道平面与现状跨泥岗西路桥梁重合，需要拆除重建；同时在华富路设体育馆西一座快速公交站点，届时华富路将由双向六车道扩宽至双向十车道,同时将新建一座天桥（设有垂直电梯）。

#### 北环立交
坂银-北环立交共设6条匝道，其中南线有3条，在北往南出隧道后设置北往西匝道、北往东匝道以及北往南匝道（泥岗立交复合通道）。其中北往东匝道通过接入新建拓宽的北环大道西侧辅路，通过现状泥岗上步立交，可以满足华富、上步及泥岗东的转向交通需求，该路段通过北环西辅路内侧车道与坂银北环段高架双向五车道形成坂银双向六车道的复合通道，完成高峰期公交与社会车辆提前分离，可避免公交与社会车辆的交织，实现公交优先的规划意图。北线共有2条匝道，设有南往北匝道、西往北匝道；除此之外还将对银湖跨线桥进行改造，在北环大道东行增设一条跨线桥连接金湖路。受主线上跨净高以及纵坡影响，需要对金湖路整体抬高3.5米，同时金湖路将被扩宽至双向5车道。2013年4月2日，深圳市交通运输委员会公布了坂银通道的初步设计方案，根据设计，北环立交隧道口恰好位于金湖调蓄库内，需要临时抽干湖内的水才能保证施工的正常进行，但在方案公布初期北环立交有两种方案，一是以上跨的方式跨越金湖调蓄库，二是以闭合框架下沉式隧道的方式下穿金湖调蓄库，不论哪一种方式施工难度都非常大。最终坂银通道采用市民强烈支持的闭合框架下沉式隧道的方案，但是闭合框架占用了金湖调蓄库部分容量，影响调蓄库的防洪，施工方将视情况将金湖调蓄库的堤坝加固以及提高，同时施工方还将面临堤坝的稳定性、闭合框架的防渗性等诸多难题。

## 互通枢纽
| 地区                                                                                         | 里程   | 类型 | 名称       | 连接                       | 说明                    |
| -------------------------------------------------------------------------------------------- | ------ | ---- | ---------- | -------------------------- | ----------------------- |
| 深圳市 罗湖区                                                                                | 0km    | 枢纽 | 北环上步   | 泥岗西路 上步路 八卦岭三路 | 深圳体育场 深圳体育中心 |
| 深圳市 罗湖区                                                                                |        | 枢纽 | 银湖       | 北环大道 银湖路            | 深圳汽车站 银湖度假村   |
| 深圳市 罗湖区                                                                                |        | 隧道 | 鸡公山隧道 | 鸡公山隧道                 | 长4592m                 |
| 深圳市 龙岗区                                                                                | 10.7km | 枢纽 | 雅宝       | 南坪快速路 坂雪岗大道      |                         |
| 1.000 英里 = 1.609 千米；1.000 千米 = 0.621 英里 并行路段 • 已关闭／取消 • 限制进入 • 未开放 |        |      |            |                            |                         |

## 途径巴士路线
| 行经巴士路线一览 | 行经巴士路线一览 | 行经巴士路线一览 | 行经巴士路线一览     | 行经巴士路线一览    |
| 编号             | 路线             | 路线             | 路线                 | 备注                |
| ---------------- | ---------------- | ---------------- | -------------------- | ------------------- |
| M198             | 平湖任屋村总站   | ⇆                | 皇庭广场公交首末站   | 原 363              |
| M156             | 万科五园公交总站 | ⇆                | 和平里公交首末站     | 原 336南段          |
| M137             | 坂田象角塘总站   | ⇆                | 华强路地铁公交接驳站 | 原 317              |
| M417             | 民田路公交总站   | ⇆                | 沙湾公交场站         | 原 E17（第二代）    |
| M584             | 观景路公交首末站 | ⇆                | 科学馆地铁公交接驳站 | 合并原 E8（第一代） |
| 高峰专线33       | 融悦山居         | →                | 田贝总站             | 原 313              |
| 高峰专线33       | 辅城坳天桥       | ←                | 田贝总站             | 原 313              |
| 高峰专线221      | 清湖产业园总站   | ⇆                | 福田交通枢纽公交场站 | 原 M221             |

## 图集

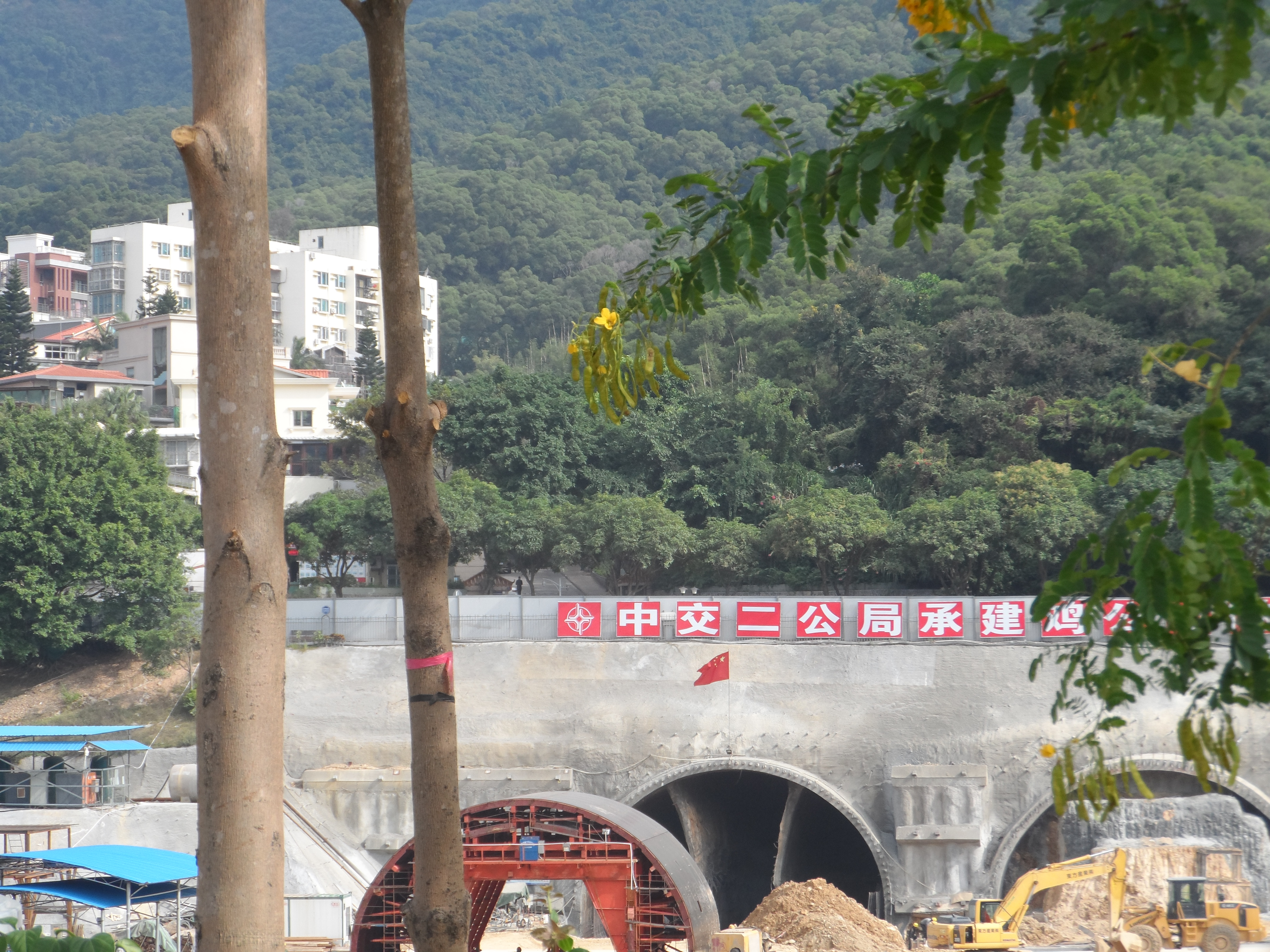
鸡公山特长隧道金湖调蓄库洞口（11月）
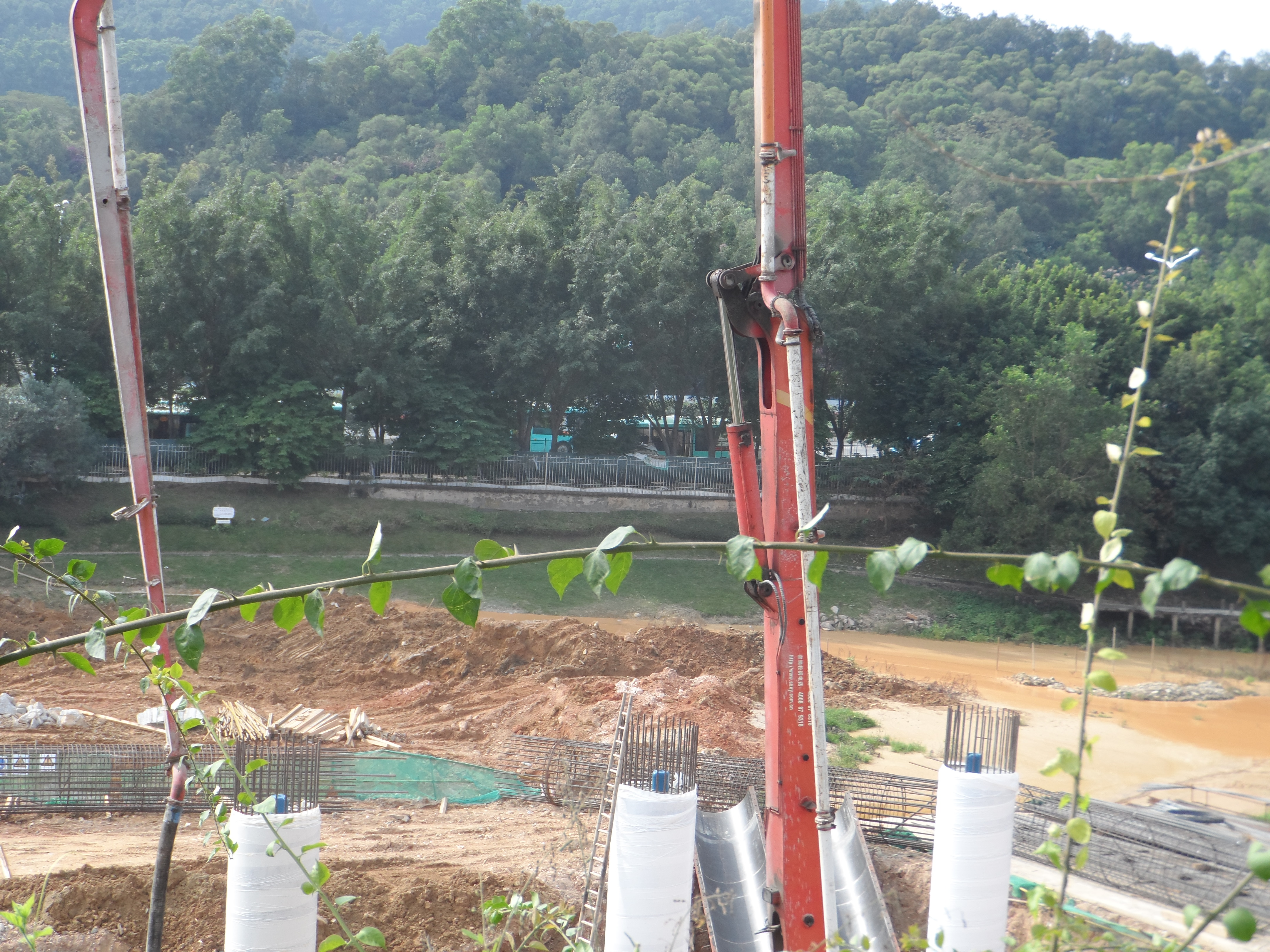
北环立交位于金湖调蓄库的工地，已经开始立桩（11月）
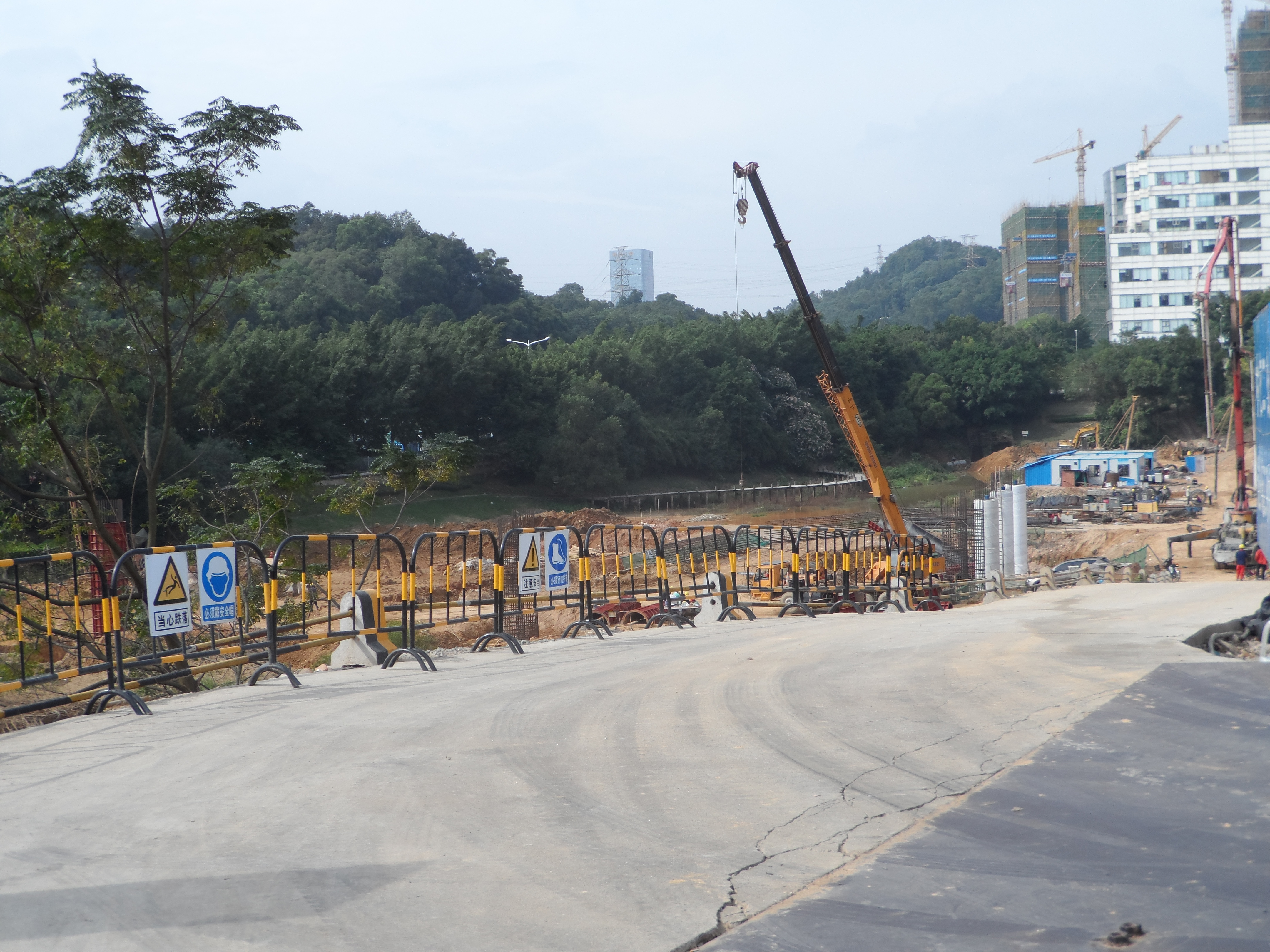
工地全景（11月）

## 注解
1. ↑  现在为深圳地铁10号线，并且深圳市政府已经决定提前建设，线路不会影响到坂雪岗大道
2. ↑   註: